# Бразильский терьер
Бразильский терьер (порт. terrier brazileiro) — порода собак, выведенная в начале XX века в Бразилии. Используется как охотничья по мелкому зверю, как собака-компаньон и как сторожевая.

## Внешний вид
Шерсть короткая, гладкая и тонкая. Волос прямой, плотно прилегающий. Подшёрстка нет. Окрас белый (основной цвет), с чёрными, коричневыми или серо-голубыми пятнами. Над глазами, на скулах и на внутренней поверхности ушей и вдоль кромки ушей — подпалины рыжего цвета. На лбу и ушах — чёрные, коричневые или серо-голубые отметины. Допускаются белая проточина на лбу и белые пятна на морде.
Высота в холке кобелей — 35—40 см, сук — 33—38 см. Вес — не более 10 кг.
Голова треугольная; глаза большие, круглые; уши треугольной формы, широко поставлены, приподняты на хряще, излом выше линии черепа, концы свешиваются на уровень наружного угла глаза.
Корпус пропорциональный. Шея сухая, длинная. Холка чёткая, заметная. Грудь умеренно широкая. Рёбра выпуклые. Спина и поясница короткие и мощные. Линия спины немного понижается по направлению к крупу. Круп плавно опущен. Конечности сильные. Лапы заячьего типа. Хвост короткий от рождения. Купируется.